# Ларюшкин, Илья Павлович
Илья Павлович Ларюшкин (01.08.1903 — 1973) — советский военачальник, военный лётчик, участник Великой Отечественной войны, командир 269-й, 8-й гвардейской и 324-й истребительных авиационных дивизий в Великой Отечественной войне, полковник (20.02.1940).

## Биография
Илья Павлович Ларюшкин родился 1 августа 1903 года в станице Бесскорбная Лабинского отдела Кубанской области, ныне Лабинского района Краснодарского края. Русский.
В Красной армии с 1920 года. Окончил Краснодарские командные кавалерийские курсы действующих родов войск в 1922 году, Егорьевскую теоретическую школу Красного Воздушного флота в 1924 году, Военно-теоретическую школу ВВС РККА в Ленинграде в 1925 году, сдал экстерном экзамен за нормальную кавалерийскую школу в Ленинграде в 1925 году, 1-ю военную школу летчиков имени А. Ф. Мясникова в 1927 году, Высшую летно-тактическую школу в Липецке в 1938 году, 1-й курс вечернего факультета Промышленной академии имени И. В. Сталина при Московском авиационном институте в 1940 году.
После призыва в армию 18 июня 1920 года принимал участие в Гражданской войне в составе 2-го Кубанского полка 33-й Кубанской стрелковой дивизии. Воевал против белополяков на Западном фронте в районе Молодечно, на реках Неман и Нарев.
В феврале 1924 года направлен на учёбу в Егорьевскую теоретическую школу Красного Воздушного флота, которая в конце 1924 года была переведена в Ленинград и переименована в Военно-теоретическую школу ВВС РККА. После её окончания отправлен для получения практических навыков в 1-ю военную школу летчиков имени А. Ф. Мясникова в Качу. После окончания школы направлен для дальнейшего прохождения службы в 34-ю разведывательную эскадрилью Ленинградского военного округа. В 1930-х годах командовал отрядами и эскадрильями в Ленинградском военном округе.
С должности командира 12-й истребительной эскадрильи в феврале 1937 года назначен на должность инструктора-летчика техники пилотирования и теории Ленинградского военного округа. С ноября 1937 года — на учёбе в Высшей летно-тактическую школе в Липецке. После окончания школы отправлен на должность старшего летчика-испытателя во 2-й отдел Главного управления авиационного снабжения РККА.
С декабря 1940 по апрель 1941 года находился в специальной командировке в Китае. 20 февраля 1940 года присвоено воинское звание полковник. После возвращения назначен заместителем командира 248-го истребительного авиационного полка 44-й смешанной авиационной дивизии Киевского особого военного округа, который формировался на аэродроме Винница на самолётах И-153.
23 августа 1941 года назначен командиром 23-го истребительного авиационного полка, который в это время формировался в городе Ростов-на-Дону. С 5 сентября полк воевал в составе 44-й истребительной авиационной дивизии на Юго-Западном фронте. В апреле 1942 года назначен начальником Сталинградской военной авиационной школы пилотов. С июля 1942 года вступил в командование 269-й истребительной авиационной дивизии в составе 8-й воздушной армии Юго-Западного фронта.
4 августа 1942 года истребители 148-го истребительного авиационного полка из состава дивизии должны были прикрывать пятерку Ил-2 из 504-го штурмового авиационного полка. Однако в районе дороги Аксай — Абангерово вступили в бой с истребителями противника Messerschmitt Bf.109 и оставили без прикрытия своих подопечных штурмовиков. В результате воздушного боя все Ил-2 были сбиты. 13 августа 1942 года был арестован органами НКВД «за преступно-халатное отношение к служебным обязанностям». В октябре 1942 года следствием установлено отсутствие состава преступления и Ларюшкин был без суда освобожден и восстановлен во всех правах.
С февраля 1943 года назначен заместителем командира 217-й истребительной авиационной дивизии. В марте дивизия преобразована в 8-ю гвардейскую истребительную авиационную дивизию. С июня вступил в командование этой дивизией. С марта 1944 года командовал 324-й истребительной авиационной дивизией 7-й воздушной армии Карельского фронта. Дивизия принимала участие в Свирско-Петрозаводской наступательной операции, осуществляла авиационную поддержку войск при форсировании реки Свирь, прорыве обороны противника и высадке десантов кораблями Ладожской и Онежской военными флотилиями. В октябре она привлекалась для поддержки войск 14-й армии в Петсамо-Киркинесской наступательной операции. Её части во взаимодействии с ВВС Северного Флота наносили удары по аэродромам врага на кандалакшском и мурманском направлениях, содействовали проводке судов союзников в г. Мурманск и обеспечивали транспортировку грузов по Кировской железной дороге. За успешное выполнение заданий командования в боях с немецкими захватчиками и проявленные доблесть и мужество она получила почетное наименование «Свирская» и была награждена орденом Красного Знамени. С декабря 1944 года дивизия выведена в Резерв Ставки ВГК.
После войны гвардии полковник Ларюшкин продолжал командовать дивизией. С января 1946 года зачислен в резерв ВВС Московского военного округа , в феврале того же года уволен в запас. С 1949 года работал начальником отдела полигонных испытаний в Центральном НИИ ВВС.
Умер в Москве в 1973 году.
Полковник Ларюшкин летал на самолётах У-1, У-2, Р-1, И-2, И-26, Р-5, Фарман-Галиафе, ФД-11, АНТ-9, ТБ-1, Р-6, И-5, И-4, И-3, И-16, УТИ, УТ, ША-2, ЗС, ДИ-6,КР-6, ТБ-3, СБ, И-15, И-158, Д-15, И-15 тк, УД-1, И-153, 22 ББ и др.
.

## Награды
- орден Ленина № 53657 (06.11.1945);
- орден Красного Знамени № 478475 (05.11.1941);
- орден Красного Знамени № 19466 (20.02.1942);
- орден Красного Знамени № 5404 (21.07.1944);
- орден Красного Знамени № 924 (03.11.1944);
- орден Кутузова II степени № 1200 (02.11.1944);
- Медаль «За оборону Сталинграда» (22.12.1942);
- Медаль «За оборону Советского Заполярья» (05.12.1944);
- Медаль «За победу над Германией в Великой Отечественной войне 1941—1945 гг.» (09.05.1945);